# Condylostylus lunator
Condylostylus lunator är en tvåvingeart som beskrevs av Charles Howard Curran 1925. Condylostylus lunator ingår i släktet Condylostylus och familjen styltflugor.
Artens utbredningsområde är Guyana. Inga underarter finns listade i Catalogue of Life.